# Hawaii (film)
Hawaii (tj. Havaj) je argentinský hraný film z roku 2013, který režíroval Marco Berger podle vlastního scénáře. Film popisuje vztah dvou mužů z odlišných sociálních vrstev, kteří si nejsou jisti citem toho druhého. Snímek měl světovou premiéru na Mezinárodním festivalu nezávislých filmů v Buenos Aires 13. dubna 2013.

## Děj
Student Martín je sirotek a po smrti své babičky se vrací k tetě do rodného města. Zde zjistí, že teta se odstěhovala a sousedé nevědí kam. Přespává proto v opuštěném domě a nechává se najímat na krátkodobé brigády. Seznámí se takto s Eugeniem, který mu nabídne práci při opravě domu jeho tety a strýce. Také mu nabídne přespání v domě. Posléze zjistí, že se znají již z dětství. Během společné práce se mezi nimi vytváří vzájemná přitažlivost. Ani jeden si ale není u toho druhého jistý, zdali je gay, a proto se jen vzájemně pozorují a čekají, jestli ten druhý udělá první krok.

## Obsazení
| Manuel Vignau           | Eugenio        |
| Mateo Chiarino          | Martín         |
| Luz Palazón             | paní           |
| Antonia De Michelis     | soused         |
| Manuel Martínez Sobrado | Eugeniův bratr |